# Paul Oscar
Paul Oscar, de son vrai nom Páll Óskar Hjálmtýsson, né le 16 mars 1970 à Reykjavik, est un chanteur islandais, dans un registre dance et pop.

## Biographie
Paul Oscar commence à chanter dès son plus jeune âge et participe notamment à des productions théâtrales telles que The Rocky Horror Picture Show. Il officie aussi régulièrement en tant que disc jockey. Il est ouvertement homosexuel et lutte pour les droits des LGBT.
En 1997, il participe à l'Eurovision et termine à la vingtième place (sur 25 pays participants).

## Discographie

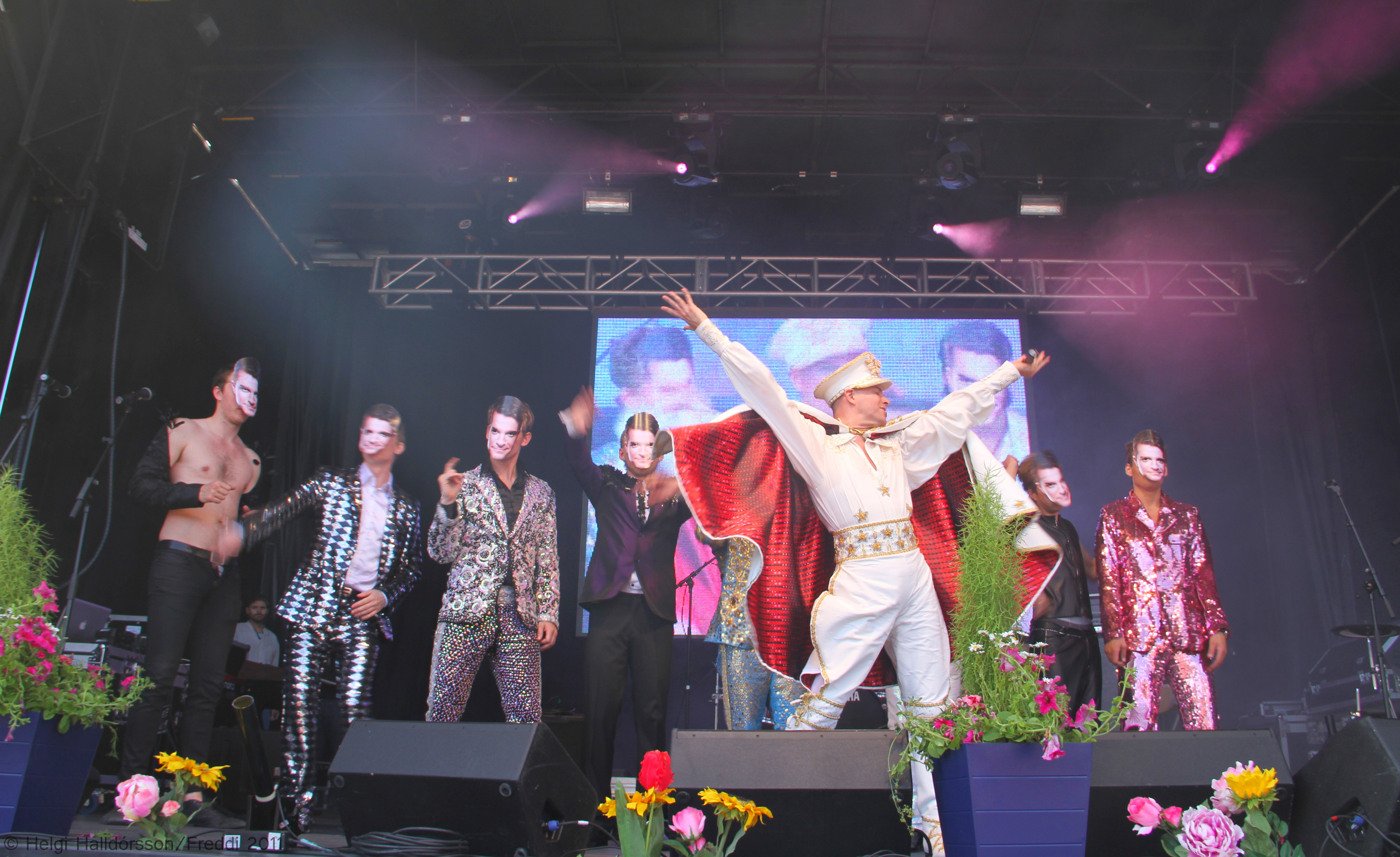
Paul Oscar lors de son passage à Gay Pride.

### Albums
- 1993 : Stuð
- 1995 : Palli
- 1996 : Seif
- 1999 : Deep Inside
- 2001 : If I won’t sleep tonight
- 2003 : The lights at home, en collaboration avec la harpiste Monika Abendroth
- 2007 : Allt fyrir ástina
- 2008 : Silfursafnið (best of)
- 2011 : Reykjavíkurnætur (participation à un projet collectif)
- 2011 : La Dolce Vita

### Singles
- 1997 : Minn Hinsti Dans (participation à l'Eurovision)
- 2005 We have all the time / John Barry / Hal David - avec Sólveig Samúelsdóttir / Duet with Pall Oskar (Paul Oscar)
- 2007 : Allt fyrir ástina
- 2007 : International
- 2007 : Betra lif
- 2008 : Þú komst við hjartað í mér (et une reprise en 2011, avec accompagnement à la harpe)
- 2011 : La Dolce Vita
- 2011 : Megi það byrja með mér (en faveur de l'Unicef)